# Ascendance of a Bookworm
Ascendance of a Bookworm (litt. « L'Ascendance d'un rat de bibliothèque »), de son titre original Honzuki no gekokujō (本好きの下剋上〜司書になるためには手段を選んでいられません〜, Honsuki no gekokujō: Shisho ni naru tame niwa shudan o erandeiraremasen, litt. « L'Ascendance de l'amoureuse des livres : Je ne peux pas choisir un moyen pour devenir bibliothécaire ») est une série de light novel écrite par Miya Kazuki et illustrée par Yō Shiina. L'histoire suit la nouvelle vie d'une jeune fille de l'époque moderne adorant les livres qui s'est réincarnée dans un monde fantastique au style proche de l'Europe médiévale. Elle cherche à produire des livres dans ce monde qu'elle découvre à partir de ses connaissances modernes.
Publiée à l'origine en ligne comme étant un roman amateur sur le site Shōsetsuka ni narō, la série est éditée en light novel par TO Books (ja) depuis janvier 2015 et par LaNovel Édition pour la version française. Les quatre premières parties de la série ont été adaptées en manga par différents artistes qui sont publiées dans le webzine Comic Corona ; Ototo édite une version française depuis février 2020 sous le titre La Petite Faiseuse de livres.
Une adaptation en série télévisée d'animation par le studio Ajiadō est diffusée entre le 3 octobre et le 26 décembre 2019. Une adaptation de la deuxième partie est diffusée entre le 5 avril 2020 et le 21 juin 2020. Une troisième saison est diffusée entre le 12 avril 2022 et le 14 juin 2022.

## Synopsis
Motosu Urano, une étudiante japonaise passionnée de livres et une future bibliothécaire, meurt écrasée sous une pile de livres lors d'un tremblement de terre. Avant de rendre son dernier souffle, elle émet le souhait de se réincarner dans un monde où elle pourra lire des livres pour toujours. Le destin lui réserve d'autres surprises alors qu'elle se réveille dans le corps d'une petite fille nommée Maïn, dans un monde où les livres sont rares et fournis uniquement à des élites. Maïn, conservant ses souvenirs de sa vie antérieure, se met en tête de créer et d'imprimer ses propres livres pour pouvoir lire à nouveau.

## Personnages
Maïn (マイン, Main) / Urano Motosu (本須 麗乃, Motosu Urano)
Voix japonaise : Yuka Iguchi,
Le rat de bibliothèque titulaire au rôle-titre, Urano était sur le point de devenir bibliothécaire lorsqu'elle a été ironiquement écrasée sous une pile de livres lors d'un tremblement de terre. Elle s'est réveillée dans le corps d'une fille maladive et frêle de cinq ans nommée Maïn, dans un monde où les livres ne sont que pour les nobles extrêmement riches à l'instar de l'Europe d'autrefois, avant l'invention de l'imprimerie et où les pauvres ne savaient ni lire ni écrire. Sa fragilité est due à une maladie rare connue sous le nom de « maladie du ver ou mangeuse de vie » (身食い, Migui), qui se compose de fortes fièvres se déclenchant à chaque fois que l'hôte est soumis à une trop forte émotion (positive ou négative, dans ce dernier cas le seuil de tolérance semble plus bas), du stress ou à un effort (même marcher est épuisant). La maladie, mal connue du bas peuple, a d'ailleurs emporté la Maïn originale lorsque Urano se réincarne dans son corps (les enfants issus du bas peuple atteints meurent jeunes faute de traitement adapté car la fièvre est due à un trop-plein de magie qui consume leurs forces, ils n'atteignent généralement pas l'âge de 7 ans, et les parents ne se doutent pas une seconde de la situation car seuls les nobles sont censés être dotés de magie). Urano/Maïn, qui ne peut concevoir de vivre sans lecture quand bien même cette dernière est réservée aux nobles, doit maintenant mettre sa connaissance du livre et sa détermination à l'épreuve pour devenir la toute première bibliothécaire de son nouveau monde et trouver un moyen de survivre à la mangeuse de vie qui menace de l'emporter à son tour, réduisant à néant ses rêves de lecture si cela arrivait. Maïn est petite même pour son âge à cause de la mangeuse, et possède de longs cheveux couleur bleu nuit, quelle coiffe à sa manière, la partie avant des cheveux formant un chignon à l'arrière, maintenu par une pique à la manière nipponne (lorsqu'elle a voulu se faire un chignon, Tuuli lui a appris que cette coiffure est réservée aux adultes, Maïn a donc trouvé un compromis).
Ferdinand (フェルディナンド, Ferudinando)
Voix japonaise : Shō Hayami,
Le principal prêtre du temple dans la ville d'Ehrenfest et le futur supérieur de Maïn. Il est calme et posé. Il a également des devoirs en tant que chevalier chez les nobles et doit, selon les moments, jongler entre ses deux fonctions. Il se fait assister d'un prêtre au besoin lorsque sa fonction nobiliaire prime. Il n'approuve pas le manque de discernement du père supérieur envers Maïn qui, malgré l'argent et la quantité de magie non négligeables qu'elle peut apporter à elle seule au temple (la magie est nécessaire au bon fonctionnement du territoire, elle affecte même la qualité et la quantité des récoltes), reste une roturière ne méritant pas de porter la robe bleue des prêtres nobles. Il ne peut cependant pas agir ni parler ouvertement à cause de leurs différences hiérarchiques. À l'arrivée de la jeune fille au temple, il est décidé, sous couvert de la tenir loin du père supérieur qui l'appelle avec dégoût "la chose", qu'elle l'aiderait dans les fonctions administratives grâce à ses facultés de lecture et de calcul. À force de côtoyer Maïn, il a fini par avoir des doutes sur sa véritable identité, mais, bien que la jeune fille ait éludé sa question quand il a voulu l'interroger sur le sujet, il continue à la protéger. Ferdinand semble être le prêtre qui dispose de la plus grande quantité de mana au temple.
Tuuli (トゥーリ, Tūri)
Voix japonaise : Megumi Nakajima,
La grande sœur de Maïn qui suit le métier de sa mère en devenant couturière. Ses cheveux sont turquoises et ramenés en une tresse longue et bien fournie. Elle adore Maïn et l'aide de son mieux.
Effa (エーファ, Ēfa)
Voix japonaise : Fumiko Orikasa,
La mère de Maïn et Tuuli qui est couturière de métier et travaille dans une usine de teinture. Ses cheveux sont assez courts et d'un vert plus clair que ceux de sa fille Tuuli. Elle semble avoir un fort caractère malgré sa douceur habituelle, la mettre en colère est donc une mauvaise idée. Elle aidera Maïn à réaliser une création en rapport avec la couture avec Tuuli lorsqu'elle aura le temps.
Gunther (ギュンター, Gyuntā)
Voix japonaise : Tsuyoshi Koyama (ja),
Le père de Maïn et Tuuli qui travaille comme soldat et gardien pour la ville d'Ehrenfest. Ses cheveux sont courts bien que hérissés, ce qui lui donne un air féroce lorsqu'il se fâche, et d'un bleu proche de celui de Maïn. Il sait lire contrairement à beaucoup de personnes peu aisées, mais il n'a malheureusement pour Maïn (qui veut apprendre à lire et à écrire) que le strict minimum en la matière pour pouvoir effectuer ses tâches au travail. Il est très protecteur envers sa famille et est littéralement prêt à se battre pour la protéger. Il est complètement fou de ses filles au point de vouloir sécher une réunion importante le jour du baptême de Tuuli et de devenir jaloux de Otto lorsque Maïn dit "l'adorer" (parce qu'il pouvait lui apprendre à lire et écrire, contrairement à son père).
Lutz (ルッツ, Rutsu)
Voix japonaise : Mutsumi Tamura,
Le meilleur ami d'enfance de Maïn qui l'aide pour fabriquer du papier et créer des livres. Il voulait d'abord être marchand ambulant, mais après avoir été dissuadé par Otto, il décide de travailler avec Maïn et d'effectuer les tâches physiquement éprouvant à sa place. Il est le premier à soupçonner que Maïn n'est plus celle qu'elle était, et qu'elle a en fait été remplacée par quelqu'un d'autre qui aurait pris sa place et exige que l'originale lui soit rendue. Lorsqu'il réalise depuis combien de temps Maïn n'est plus "Maïn" (depuis qu'elle a changé de coiffure, donc depuis au moins un an), il comprend également que la plupart des souvenirs qu'il a d'elle sont ceux avec la "nouvelle" Maïn. Le choc passé il accepte la situation puisque Urano n'a pas non plus choisi de lui voler son amie (malheureusement décédée) comme il le croyait et lui pardonne son silence à ce sujet, allant jusqu'à dire qu'elle sera "sa" Maïn. Elle lui apprend à lire et compter. Il est le dernier d'une fratrie de quatre garçons et le seul à se démarquer en ne voulant pas suivre la voie choisie pour lui (faute de connexions, les enfants exercent en général le métier de leurs parents, comme Tuuli avec sa mère), ce qui déclenchera quelques conflits familiaux. Ses cheveux blonds sont hérissés (jusqu'à ce qu'il devienne l'apprenti de Benno où il apprend à soigner son apparence et ses manières) et il a une forte personnalité. Il est néanmoins très gentil, protecteur et patient avec Maïn qu'il laisse rarement seule.
Otto (オットー, Ottō)
Voix japonaise : Satoshi Hino (ja),
Un ancien marchand itinérant devenu soldat par amour et comptable militaire d'Ehrenfest. Il apprend à Maïn à lire et à écrire la langue du nouveau monde en échange d'un peu d'aide à la comptabilité, Maïn se révélant très douée en mathématiques, et s'attirant un temps la mauvaise humeur de Gunther, son supérieur et père de Maïn. Il est cependant complètement fou amoureux de sa femme. Il est le beau frère de Benno et lui parlera de Maïn, participant ainsi indirectement à la réalisation du rêve de la jeune fille et de Lutz. Bien qu'il soit soldat, il réside dans un meilleur quartier que Gunther et sa famille grâce au commerce de son beau frère qui, pour le bien de sa sœur Corinna, les autorise à utiliser les appartements dont il ne se sert pas, car leur éventuel héritier deviendrait également celui de Benno. En effet ce dernier étant célibataire et sans enfant direct, aucun successeur ne pourrait prendre sa suite au magasin, Benno a donc accepté qu'Otto et Corinna se marient (en tant que grand-frère et tuteur il aurait pu refuser) à la condition que l'enfant né de leur union prenne sa suite lorsque le temps sera venu.
Benno (ベンノ)
Voix japonaise : Takehito Koyasu,
Un commerçant de la ville, dirigeant de la Compagnie Gilberta, qui prend Maïn et Lutz sous son aile et les aide à développer leurs affaires de création de livres. Après avoir réalisé le potentiel que Maïn et Lutz ont dans leur métier, il insiste pour les former à devenir des marchands et se dispute contre ceux qui veulent prendre le duo pour eux-mêmes. Il attend beaucoup de ces deux enfants, Maïn ayant des idées révolutionnaires et Lutz les réalisant, ces idées pouvant évidemment rapporter gros puisque novatrices. Maïn lui rappelle également son ancien amour, emportée par la mangeuse, bien que sévère avec elle il cherchera à l'aider à supporter et à survivre à sa maladie. Il ne s'est jamais marié, ce qui cause quelques rumeurs lorsqu'il devient évident que Maïn a toute son attention malgré son jeune âge. Il a une sœur, Corinna, mariée à Otto, et exerçant le métier de couturière bien qu'à un niveau plus élevé que celui d'Effa.
Mark (マルク, Maruku)
Voix japonaise : Tomoaki Maeno (ja),
Un assistant du magasin Benno qui aide Maïn et Lutz dans leur voyage.
Gustav (グスタフ, Gusutafu)
Voix japonaise : Hiroshi Naka,
Le chef de la Guilde des marchands à Ehrenfest et l'aîné de Benno. Il accepte de permettre à Lutz et Maïn de devenir des marchands enregistrés temporairement après avoir vu les produits que le duo est capable de créer. Il cherche par tous les moyens d'engager Maïn. Il a une petite fille dont il est fou et qui est aussi atteinte de la mangeuse. Cependant, contrairement à la famille de Maïn, son commerce lui permet de côtoyer la noblesse et d'avoir les connaissances et les matériaux afin d'aider sa famille. Il tentera d'ailleurs d'utiliser la maladie de Maïn à son avantage pour la subtiliser à Benno. Il a par le passé tenté d'absorber le magasin de ce dernier afin de conserver son influence, d'abord en proposant à la mère de Benno devenue veuve de se remarier avec lui, puis en tentant de marier un de ses héritiers à Corinna, la petite sœur de Benno, qui était alors mineure (Bien qu'ayant moins d'ancienneté et d'expérience, Benno commence petit à petit à gagner en influence et devient donc un concurrent plus sérieux que les autres, d'autant plus qu'il tient tête à son aîné).
Freida (フリーダ, Furīda)
Voix japonaise : Aya Uchida (ja),
La petite-fille de Gustav qui veut acheter une des épingles à cheveux de Maïn pour la porter lors de son baptême. Tout comme Maïn, elle a la maladie incurable connue sous le nom de « mangeuse de vie ». Elle a le sens du commerce comme son grand-père et essaye de l'aider à convaincre Maïn, avec qui elle s'entend très bien, de rompre son accord avec Benno pour les rejoindre. Elle est petite comme Maïn et a les cheveux roses qu'elle fait coiffer en deux couettes. Pour s'en sortir face à la mangeuse elle a passé un contrat la liant à un noble et apprend donc à vivre comme telle en prévision du jour où elle devra partir pour la ville haute, bien qu'il n'est pas dit qu'elle sera bien traitée, elle pourra au mieux espérer être la deuxième ou troisième concubine mais jamais l'épouse principale à cause de ses origines. Elle est donc obligée de sacrifier sa liberté pour survivre, ce que Maïn ne peut envisager de son côté car elle devrait alors couper tout contact avec sa famille et être dévouée à son "sauveur" qui ne la laisserait probablement pas réaliser son souhait de produire des livres. Freida a, quant à elle, accepté son sort qui lui permet de survivre et d'espérer tenir un commerce dans la ville haute grâce aux connexions du magasin familial et au fameux contrat. Elle adore asticoter Benno, tout comme son grand-père, et ne manque pas une occasion de le provoquer, notamment sur la question des recettes de cuisine dont Maïn a l'idée et qui seraient autant d'argent que le jeune homme ne pourrait pas toucher s'il ne pouvait s'en procurer les droits en premier.
Gil (ギル, Giru)
Voix japonaise : Yūko Sanpei,
Un jeune garçon à problèmes en robe grise qui est choisi comme serviteur de Maïn exprès pour sa capacité à lui causer des problèmes. Il est prétentieux, culotté, malpoli, indiscipliné et se croit supérieur à Maïn, même s'il est en dessous d'elle dans la hiérarchie du temple car elle vient de la ville basse et ne connaît rien de la vie au temple, ce qui lui cause d'ailleurs préjudice car c'est au maître de nourrir ses servants, ce qu'ignore la jeune fille. Il est de plus le seul à souffrir de cette situation car il vient directement de l'orphelinat, contrairement à Fran et Delia qui pouvaient encore compter sur leur ancien maître respectif. Il finit par se ressaisir et sert Maïn fidèlement après qu'elle lui ait montré de la gentillesse et de la compassion. Il admet même qu'une fois sorti du temple (chose impossible sans avoir de maître et des vêtements appropriés) c'est lui l'idiot car il ne sait rien des règles en vigueur une fois dehors, comme le fait d'acheter sa nourriture. Il se lie vite d'amitié avec Lutz qu'il considère un peu comme un rival le motivant à se dépasser pour mieux servir Maïn.
Fran (フラン, Furan)
Voix japonaise : Shō Karino (ja),
Un jeune homme en robe grise qui est choisi comme serviteur de Maïn. Il est calme et adroit, très dévoué au temple. Il est le premier serviteur à gagner la confiance de Maïn et devient son bras droit. Il était auparavant le servant de Ferdinand, qui l'a affecté à Maïn pour son zèle au travail mais sans l'en informer, ce qui a au début laissé le jeune servant confus, craignant d'avoir déçu son ancien maître. Il ne mettait par conséquent pas beaucoup de cœur à l'ouvrage à son entrée au service de Maïn, même s'il restait respectueux envers elle car, toute roturière qu'elle soit, la vie d'une robe grise a encore moins de valeur que celle d'un paysan (celle d'un orphelin non baptisé n'en a tout simplement pas).
Delia (デリア, Deria)
Voix japonaise : Chiyo Tomaru (ja),
Une jeune vestale grise qui est choisie comme serviteur de Maïn par le père supérieur lui-même. Elle veut ennuyer, frustrer et espionner Maïn sur ordre de ce dernier, en espérant qu'elle deviendra sa concubine une fois plus grande si elle réussit, mais son comportement hostile et arrogant l'empêchera d'officier efficacement pour lui, qui décidera de se débarrasser d'elle. Après que Maïn ait à son tour menacé de la renvoyer (ce qui revenait à devoir retourner à l'orphelinat, où les conditions de vie sont déplorables) à cause de son comportement inadapté pour une servante, elle change ses habitudes et sert fidèlement mais conserve toujours son attitude sournoise et reste fidèle au père supérieur, probablement au cas où sa nouvelle maîtresse ne serait pas en mesure de lui apporter durablement de meilleures conditions de vie.
Rosina (ロジーナ, Rojīna)
Voix japonaise : Minori Suzuki,
Jeune vestale grise vivant à l'orphelinat depuis le départ de son ancienne maîtresse, Rosina a tout d'une jeune fille de bonne famille et est affectée par Ferdinand au service de Maïn afin de lui apprendre les manières des nobles, notamment en matière de musique. Contrairement aux premiers servants de la fillette, la jeune femme accepte avec joie son nouveau poste qui lui permettra de jouer de nouveau du vespiel (un instrument à cordes entre la guitare et la harpe). Cependant elle a gardé ses habitudes en tant que favorite de son ancienne maîtresse et en plus de refuser d'aider ses collègues aux tâches qui leur incombe, elle les prend de haut (Gil et Dehlia étant à peine des apprentis et Fran un homme) et donne même des ordres à Fran qui est le servant en chef de Maïn et donc le plus élevé dans la hiérarchie des servants de la jeune fille. Cette dernière doit alors se montrer ferme : soit Rosina comprend que son poste précédent était un privilège qui n'a actuellement plus court et corrige sa conduite, soit elle retourne à l'orphelinat, et dit entre autres de nouveau adieu à la possibilité de jouer de la musique. Après réflexion, la jeune femme choisit de s'adapter à sa nouvelle maîtresse.
Vilma (ヴィルマ, Viruma)
Voix japonaise : Kiyono Yasuno (ja),
Jeune vestale grise retournée à l'orphelinat après le départ de sa maîtresse. Elle travaillait avec Rosina mais, contrairement à elle, comprend dès son retour à l'orphelinat qu'elle avait bénéficié d'un traitement de faveur et conserve un comportement humble. Maïn la veut à son service pour ses talents en matière de dessins, qui pourraient bien lui servir dans ses projets de livres. Malheureusement, la jeune femme semble étonnamment réticente à l'idée de quitter l'orphelinat, prétextant être la seule en mesure de s'occuper des plus jeunes. Elle sera donc autorisée à y rester plutôt que de résider dans les appartements assignés à Maïn avec ses autres servants. Rosina apprendra plus tard à Maïn que, plus jeune, Vilma avait été abusée par un prêtre bleu. Elle n'était heureusement pas tombée enceinte mais gardait un traumatisme l'empêchant de sortir affronter le monde extérieur, et une peur incontrôlable des hommes (y compris Fran, dont la seule présence la mettait mal à l'aise). Elle en trouvera cependant la force en dessinant selon les directives de Maïn, qui lui feront repousser les limites de son art et lui donneront envie de voir ses dessins se changer en illustrations pour un livre destiné aux enfants.
Karstedt (カルステッド, Karusuteddo)
Voix japonaise : Toshiyuki Morikawa,
Capitaine des chevaliers. Il respecte énormément Ferdinand dont il est le subordonné en tant que noble. Il procure à ce dernier un objet magique permettant de sonder l'esprit de Maïn afin de s'assurer qu'elle ne représente pas un danger malgré sa capacité à inventer des objets et son abondante quantité de mana.
Damuel (ダームエル, Dāmueru)
Voix japonaise : Yūichirō Umehara,
Jeune noble et chevalier. Il tentera de protéger puis de sauver Maïn après que Shiekikozer s'en soit pris à elle à cause de ses origines alors que tous deux étaient affectés à sa protection durant une mission avec les autres chevaliers. Il sera puni pour ne pas avoir au minimum prévenu les autres chevaliers que la situation lui échappait avec son collègue devenu hors de contrôle après le départ de leurs supérieurs Karstedt et Ferdinand (Ferdinand étant lui-même le supérieur de Karstedt en tant que noble).
Il est calme, doux et patient et acceptera sans broncher de prendre ses responsabilités après l'incident dont a été victime Maïn, et ce, en dépit de son rang de roturière.
Schiekokzer (シキコーザ, Shikikōza)
Voix japonaise : Haruki Ishiya (ja),
Jeune noble et chevalier très orgueilleux et détestable avec les roturiers. Malgré l'ordre de Ferdinand de veiller sur Maïn et de veiller à sa sécurité avec Damuel lors d'une mission, le jeune noble se montrera vite condescendant avec elle, avant de l'agresser, l'humilier et finalement de la blesser, causant un incident ne pouvant être caché à Ferdinand. Il verra (ainsi que tous les autres chevaliers présents ce jour-là) par la suite que, bien qu'étant de basse extraction, Maïn possède bien plus de magie que prévu. Plus que lui, et même que tous les chevaliers présents (sauf peut-être Ferdinand dont le niveau de magie est inconnu mais il est évident qu'il est très puissant, ce qui explique que sa présence soit demandée en tant que chevalier et non de prêtre pour certaines missions) qui sont pourtant tous nobles et adultes. Ferdinand ordonne au jeune homme d'utiliser son mana afin de guérir une terre devenue stérile à cause d'un trombé, un arbre magique absorbant tous les nutriments présents aux alentours, poussant à une vitesse folle et capable de s'en prendre à des humains, s'il n'est pas coupé dès les premiers signes de pousse, il devient nécessaire de faire appel aux chevaliers. Alors que Shiekikozer se retrouvera rapidement à court de mana durant son incantation qui permettra de guérir à peine un dixième de la surface concernée et s'effondrera, Maïn, elle, n'aura aucun mal à reverdir l'entièreté de l'endroit sans sourciller, prouvant à tous son potentiel. Lui et Damuel devront être punis pour ne pas avoir su protéger Maïn, ainsi que Karstedt qui a mal choisi les chevaliers chargés de cette tâche. C'est lui qui recevra la peine la plus lourde.

## Productions et supports

### Light novel
Écrite par Miya Kazuki, Honzuki no gekokujō (本好きの下剋上〜司書になるためには手段を選んでいられません〜) est initialement publiée en ligne sur le site au contenu généré par les utilisateurs Shōsetsuka ni narō le 23 septembre 2013, et dont la publication s'est conclue le 12 mars 2017,. TO Books (ja) a acquis les droits d'édition de la série pour une publication physique et l'a adaptée en light novel avec des illustrations de Yō Shiina sous sa marque de publication TO Bunko depuis janvier 2015. À décembre 2023, trente-trois volumes principaux ont été publiés.
En Amérique du Nord, la maison d'édition J-Novel Club publie numériquement la version anglaise sous le titre Ascendance of a Bookworm depuis mai 2019, et édite une version en livre de poche depuis septembre 2019,.
En France, le titre est édité en numérique et en livre par LaNovel Édition sous le nom Ascendance of a Bookworm: La petite faiseuse de livres depuis octobre 2021.
La série continue avec une suite intitulée Ascendance of a Bookworm: Hannelore's Fifth Year at the Royal Academy. Ce spin-off qui se déroule après la partie 5 de la série principale, suit la personnage de Hannelore, une amie de Rozemyne dans son année suivante à la Royale Académie. Elle a étée prépubliée par Miya Kazuki en webnovel comme la série principale.

### Manga
Une adaptation en manga, dessinée par Suzuka, est lancée sur le webzine Comic Corona de TO Books (ja) en partenariat avec Niconico Seiga, entre le 30 octobre 2015 et le 19 février 2019. Les chapitres sont rassemblés et édités dans le format tankōbon par TO Books avec le premier volume publié en mars 2018 ; elle est composée au total de sept volumes tankōbon.
La deuxième partie de la série est également adaptée par Suzuka et est en cours de publication dans le Comic Corona depuis le 24 septembre 2018. Les chapitres sont rassemblés et édités dans le format tankōbon par TO Books avec le premier volume publié en avril 2019 ; à ce jour, douze volumes ont été publiés.
L'adaptation de la troisième partie de la série est réalisée par Ryo Namino, toujours sur Comic Corona depuis le 30 avril 2018. Les chapitres sont rassemblés et édités dans le format tankōbon par TO Books avec le premier volume publié en mars 2019 ; à ce jour, neuf volumes ont été publiés.
La quatrième partie est adaptée par Hikaru Katsuki depuis le 24 décembre 2020. Le premier volume relié est publié par TO Books en mars 2021 ; à ce jour, dix volumes ont été publiés.
En Amérique du Nord, J-Novel Club publie aussi numériquement la version anglaise depuis août 2019,. En octobre 2019, Ototo a annoncé l'obtention de la licence du manga pour la version française sous le nom La Petite Faiseuse de livres, avec une traduction de Guillaume Draelants a publié le premier volume depuis février 2020,.

### Anime
Une adaptation en série télévisée d'animation par le studio Ajiadō a été annoncée avec l'ouverture d'un site officiel dédié,. Celle-ci est réalisée par Mitsuru Hongo, accompagné de Yoshiki Kawasaki comme assistant réalisateur, avec les scripts écrits par Mariko Kunisawa et les character designs de Yoshiaki Yanagida et de Toshihisa Kaiya reprenant ceux de Yō Shiina,. La narration de la série est confiée à Shō Hayami. La première partie est composée de 14 épisodes répartis dans cinq coffrets DVD et un coffret Blu-ray,. Elle est diffusée au Japon depuis le 3 octobre 2019 sur WOWOW, et un peu plus tard sur ABC, AT-X, Tokyo MX et BS Fuji,.
Outre l'annonce de la date de diffusion des épisodes 13 et 14 pour le 26 décembre 2019, il a été révélé que la Partie 2 est également adaptée et sera diffusée au printemps 2020,. Elle est diffusée au Japon entre le 5 avril 2020 et le 21 juin 2020 sur ABC, et un peu plus tard sur Tokyo MX, WOWOW et BS Fuji,. La série a La partie 2 est composée de 12 épisodes répartis dans quatre coffrets DVD et un coffret Blu-ray,.
Un OAV de deux épisodes, intitulés Histoire annexe (外伝, Gaiden), est sorti avec l'édition limitée du 22e volume principal du light novel le 10 mars 2020 ; Miya Kazuki participe à la production de ces épisodes qui relient la Partie 1 et la Partie 2.
En juillet 2020, il a été annoncé qu'une troisième saison est en cours de production et sortira en avril 2022.
Crunchyroll détient les droits de diffusion en streaming de l'anime dans le monde entier, excepté en Asie, sous le titre Ascendance of a Bookworm,.
Les chansons de l'opening sont interprétées par Sumire Morohoshi, ; la chanson de l'ending de la première partie est interprétée par Megumi Nakajima tandis que celle de la deuxième partie est interprétée par Minori Suzuki,. Pour la troisième partie,  l'opening est interprété par Nao Tōyama et l'ending par Māya Sakamoto.

#### Liste des épisodes
| Ascendance of a Bookworm: Partie 1             | Ascendance of a Bookworm: Partie 1                                     | Ascendance of a Bookworm: Partie 1                                                   | Ascendance of a Bookworm: Partie 1 |
| No                                             | Titre de l'épisode en français                                         | Titre original                                                                       | Date de 1re diffusion              |
| ---------------------------------------------- | ---------------------------------------------------------------------- | ------------------------------------------------------------------------------------ | ---------------------------------- |
| 1                                              | Chapitre un – Un monde sans livres                                     | 第一章 本のない世界 Dai-ichi-fumi: Hon no nai sekai                                  | 3 octobre 2019                     |
| 2                                              | Chapitre deux – Hausse du niveau de vie et ardoise                     | 第二章 生活改善と石板 Dai-ni-fumi: Seikatsu kaizen to sekiban                        | 10 octobre 2019                    |
| 3                                              | Chapitre trois – Événements hivernaux                                  | 第三章 冬のできごと Dai-san-fumi: Fuyu no dekigoto                                   | 17 octobre 2019                    |
| 4                                              | Chapitre quatre – Première excursion en forêt et tablettes d'argile    | 第四章 初めての森と粘土板 Dai-yon-fumi: Hajimete no mori to nendo ban                | 24 octobre 2019                    |
| 5                                              | Chapitre cinq – Baptême et fièvre mystérieuse                          | 第五章 洗礼式と不思議な熱 Dai-go-fumi: Senreishiki to fushigina netsu                | 31 octobre 2019                    |
| 6                                              | Chapitre six – L'Entrevue                                              | 第六章 会合 Dai-roku-fumi: Kaigo                                                     | 7 novembre 2019                    |
| 7                                              | Chapitre sept – Éclosion de la suspicion                               | 第七章 不信感の芽生え Dai-nana-fumi: Fushin-kan no mebae                             | 14 novembre 2019                   |
| 8                                              | Chapitre huit – La Vraie Maïn de Lutz                                  | 第八章 ルッツのマイン Dai-hachi-fumi: Ruttsu no Main                                 | 21 novembre 2019                   |
| 9                                              | Chapitre neuf – La Petite-fille du chef de la guilde                   | 第九章 ギルド長の孫娘 Dai-kyū-fumi: Girudo-chō no magomusume                         | 28 novembre 2019                   |
| 10                                             | Chapitre dix – Vers le deuxième hiver                                  | 第十章 二度目の冬に向けて Dai-jū-fumi: Futatabime no fuyu ni mukete                  | 5 décembre 2019                    |
| 11                                             | Chapitre onze – Choix ultime et réunion de famille                     | 第十一章 究極の選択と家族会議 Dai-jūichi-fumi: Kyūkyoku no sentaku to kazoku kaigi   | 12 décembre 2019                   |
| 12                                             | Chapitre douze – Baptême et paradis des dieux                          | 第十二章 洗礼式と神の薬園 Dai-jūni-fumi: Senrei-shiki to kami no yakuen              | 19 décembre 2019                   |
| 13                                             | Chapitre treize – J'ai décidé de devenir novice                        | 第十三章 巫女見習いという選択肢 Dai-jūsan-fumi: Miko minarai to iu sentakushi        | 26 décembre 2019                   |
| 14                                             | Chapitre quatorze – Conclusion                                         | 第十四章 決着 Dai-jūyon-fumi: Ketchaku                                               | 26 décembre 2019                   |
| OAV (14.5P1)                                   | Histoire annexe, 1re partie – Eustachius incognito dans la ville basse | 外伝 ユストクスの下町潜入大作戦 Gaiden: Yusutokusu no shitamachi sen'nyū dai sakusen | 10 mars 2020                       |
| Note : Publié dans le 2e roman de la Partie 3. |                                                                        |                                                                                      |                                    |
| OAV (14.5P2)                                   | Histoire annexe, 2e partie – La Visite chez Mlle Corinna               | 外伝 コリンナ様のお宅訪問 Gaiden: Korinna-sama no otaku hōmon                        | 10 mars 2020                       |
| Note : Publié dans le 3e roman de la Partie 1. |                                                                        |                                                                                      |                                    |

| Ascendance of a Bookworm: Partie 2 | Ascendance of a Bookworm: Partie 2                            | Ascendance of a Bookworm: Partie 2                                          | Ascendance of a Bookworm: Partie 2 |
| No                                 | Titre de l'épisode en français                                | Titre original                                                              | Date de 1re diffusion              |
| ---------------------------------- | ------------------------------------------------------------- | --------------------------------------------------------------------------- | ---------------------------------- |
| 1 (15)                             | Chapitre quinze – La Nouvelle Novice du temple                | 第十五章 神殿の巫女見習い Dai-jūgo-fumi: Shinden no miko minarai            | 5 avril 2020                       |
| 2 (16)                             | Chapitre seize – Robes bleues et différences de valeurs       | 第十六章 青い衣と異なる常識 Dai-jūroku-fumi: Aoi i to kotonaru jōshiki      | 12 avril 2020                      |
| 3 (17)                             | Chapitre dix-sept – Choses dues                               | 第十七章 与えるべきもの Dai-jūnana-fumi: Ataerubeki mono                    | 19 avril 2020                      |
| 4 (18)                             | Chapitre dix-huit – La Grande Réforme de l'orphelinat         | 第十八章 孤児院の大改革 Dai-jūhachi-fumi: Kojiin no daikaikaku              | 26 avril 2020                      |
| 5 (19)                             | Chapitre dix-neuf – Grand ménage et fête des étoiles          | 第十九章 大掃除と星祭り Dai-jūkyū-fumi: Daisōji to Hoshimatsuri             | 3 mai 2020                         |
| 6 (20)                             | Chapitre vingt – Le chemin que suit Lutz                      | 第二十章 ルッツの行く道 Dai-nijū-fumi: Ruttsu no iku michi                  | 10 mai 2020                        |
| 7 (21)                             | Chapitre vingt-et-un – Les Nouvelles Domestiques              | 第二十一章 新しい側仕え Dai-nijūichi-fumi: Atarashii sobadzukae             | 17 mai 2020                        |
| 8 (22)                             | Chapitre vingt-deux – Wilma et les écrits sacrés pour enfants | 第二十二章 ヴィルマと子供用聖典 Dai-nijūni-fumi: Viruma to kodomo-yō seiten | 24 mai 2020                        |
| 9 (23)                             | Chapitre vingt-trois – Garder la maison pendant les moissons  | 第二十三章 収穫祭のお留守番 Dai-nijūsan-fumi: Shūkaku-sai no orushuban      | 31 mai 2020                        |
| 10 (24)                            | Chapitre vingt-quatre – La Demande de l'Ordre des chevaliers  | 第二十四章 騎士団からの要請 Dai-nijūyon-fumi: Kishi-dan kara no yōsei       | 7 juin 2020                        |
| 11 (25)                            | Chapitre vingt-cinq – L'Abattage du trombé                    | 第二十五章 トロンベ討伐 Dai-nijūgo-fumi: Toronbe tōbatsu                    | 14 juin 2020                       |
| 12 (26)                            | Chapitre vingt-six – Le Monde des rêves                       | 第二十六章 夢の世界 Dai-nijūroku-fumi: Yume no sekai                        | 21 juin 2020                       |

| Ascendance of a Bookworm: Partie 3 | Ascendance of a Bookworm: Partie 3                                   | Ascendance of a Bookworm: Partie 3                                                         | Ascendance of a Bookworm: Partie 3 |
| No                                 | Titre de l'épisode en français                                       | Titre original                                                                             | Date de 1re diffusion              |
| ---------------------------------- | -------------------------------------------------------------------- | ------------------------------------------------------------------------------------------ | ---------------------------------- |
| 1 (27)                             | Chapitre vingt-sept – Le début de l’hiver                            | 第二十七章 冬の始まり Dai-nijūnana-fumi: Fuyu no hajimari                                  | 12 avril 2022                      |
| 2 (28)                             | Chapitre vingt-huit – Hiver au temple et visions d'avenir            | 第二十八章 冬籠もりと今後の話 Dai-nijūhachi-fumi: Fuyu kagomori to kongo no hanashi        | 19 avril 2022                      |
| 3 (29)                             | Chapitre vingt-neuf – Consécration et retour du printemps            | 第二十九章 奉納式と春の訪れ Dai-nijūyū-fumi: Hōnō-shiki to harunootozure                   | 26 avril 2022                      |
| 4 (30)                             | Chapitre trente – La cérémonie des prières de printemps              | 第三十章 祈念式 Dai-sanjū-fumi: Kinenshiki                                                 | 3 mai 2022                         |
| 5 (31)                             | Chapitre trente-et-un – Cadeau du prêtre bleu et retour à la maison  | 第三十一章 青色神官の贈り物と帰宅 Dai-sanjūichi-fumi: Aoiro shinkan no okurimono to kitaku | 10 mai 2022                        |
| 6 (32)                             | Chapitre trente-deux – L'enfant abandonné et la création de couleurs | 第三十二章 神殿の捨て子と色作り Dai-sanjūni-fumi: Shinden no sutego to irozukuri           | 17 mai 2022                        |
| 7 (33)                             | Chapitre trente-trois – Delhia et Dirk                               | 第三十三章 デリアとディルク Dai-sanjūsan-fumi: Deria to Diruku                             | 24 mai 2022                        |
| 8 (34)                             | Chapitre trente-quatre – Sinistres manœuvres                         | 第三十四章 不穏な動き Dai-sanjūyon-fumi: Fuon na ugoki                                     | 31 mai 2022                        |
| 9 (35)                             | Chapitre trente-cinq – L’amulette noire                              | 第三十五章 黒いお守り Dai-sanjūgo-fumi: Kuroi omamori                                      | 7 juin 2022                        |
| 10 (36)                            | Chapitre trente-six – Bénédiction                                    | 第三十六章 祝福 Dai-sanjūroku-fumi: Shukufuku                                              | 14 juin 2022                       |

#### Musiques
| Saison   | Début    | Début                             | Début            | Fin      | Fin                                        | Fin             |
| Saison   | Épisodes | Titre                             | Artiste(s)       | Épisodes | Titre                                      | Artiste(s)      |
| -------- | -------- | --------------------------------- | ---------------- | -------- | ------------------------------------------ | --------------- |
| Partie 1 | 1 - 14   | Masshiro (真っ白)                 | Sumire Morohoshi | 1 - 14   | Kamikazari no tenshi (髪飾りの天使)        | Megumi Nakajima |
| Partie 2 | 1 - 12   | Tsumujikaze (つむじかぜ)          | Sumire Morohoshi | 1 - 12   | Ephemera o atsumete (エフェメラをあつめて) | Minori Suzuki   |
| Partie 3 | 1 -      | Ano Hi no Kotoba (あの日のことば) | Nao Tōyama       | 1 -      | Kotoba ni Dekinai (言葉にできない)         | Māya Sakamoto   |

## Accueil

### Prix et classements
La série de light novel a été classé cinquième en 2016 dans l'édition de 2017 du guide Kono light novel ga sugoi! de Takarajimasha dans la catégorie tankōbon. Elle est classée première dans la même catégorie pour les deux éditions suivantes, de 2018 et de 2019,. La série est placée deuxième pour l'édition de 2020.
Honzuki no gekokujō est la neuvième série de light novel la plus vendue de Shosen Book Tower, une librairie à Akihabara, pour 2016, après un calcul dans une période entre le 1er décembre 2015 et le 30 novembre 2016.
En août 2017, la série est classée 19e dans la « catégorie Comics » d'après les votes pour la troisième édition des « Next Manga Awards » (次にくるマンガ大賞, Tsugini kuru manga taishō), organisé par le magazine Da Vinci de Media Factory et le site web Niconico.

### Ventes
Le tirage total de la série a dépassé 12 millions d'exemplaires en juin 2026.